# Dodge 330
De Dodge 330 was een grote sedan en coupé
van het Amerikaanse automerk Dodge die tussen
1962 en 1964 werd geproduceerd. Het model was eerst een variant van de Dodge Dart die een model op zich werd. In 1965 werd de 330
opgevolgd door de Dodge Coronet.